# Schloss Pfäffingen
Das Obere Schloss Pfäffingen war eines von mindestens drei Schlössern in Ammerbuch-Pfäffingen.

## Geschichte

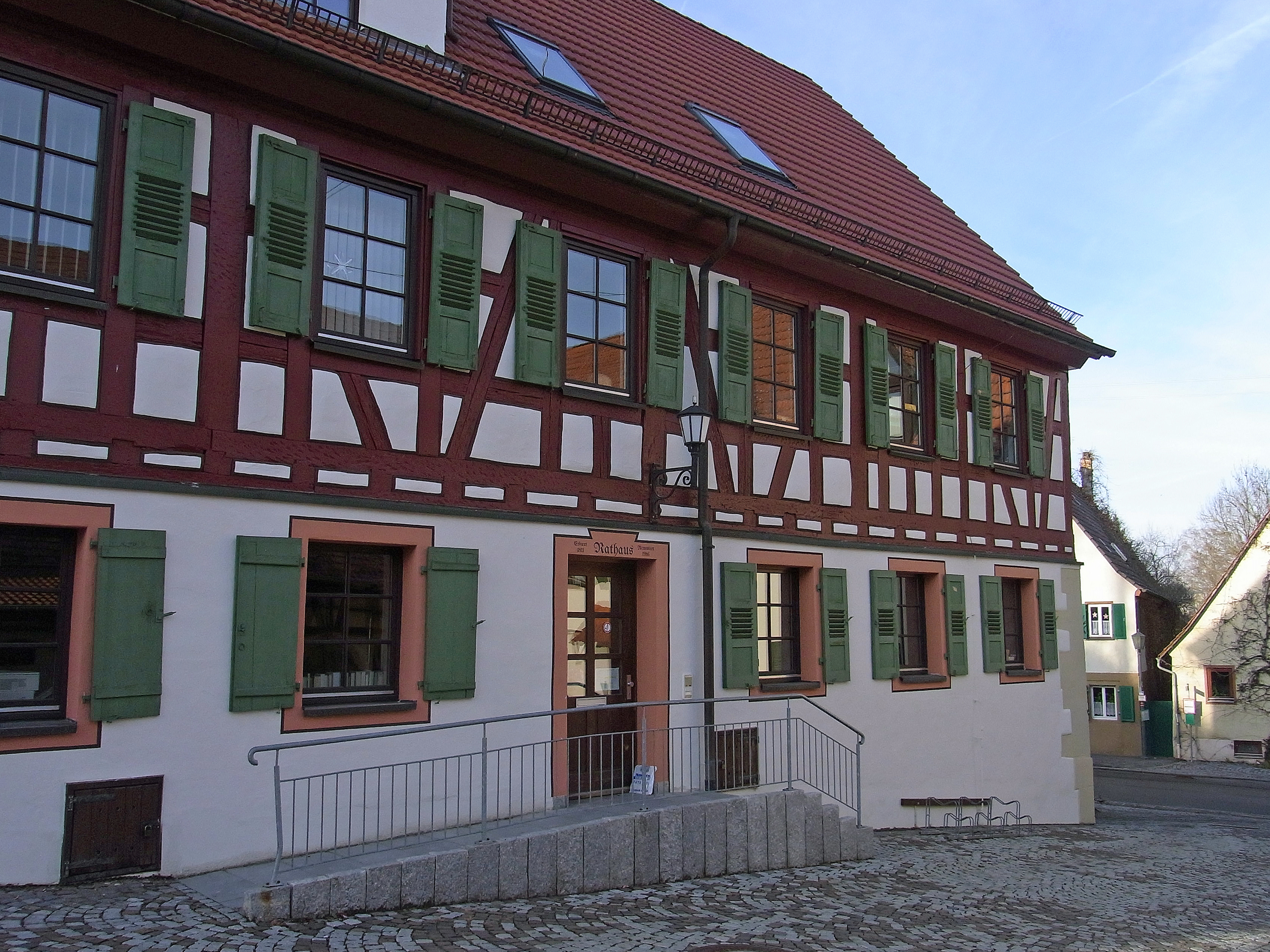
Pfäffinger Rathaus mit Resten des oberen Schlosses.

Außer dem Schloss der Herren von Gültlingen gab es noch zwei weitere Schlösser: In einem saß 1428 Albrecht von Kröwelsau, 1497 und 1507 sein Enkel Albrecht, genannt der Pfäffinger sowie 1537 dessen Sohn Hans, bevor die dieses Schloss samt Zugehör wohl an die Herren von Gültlingen kam. Im dritten Schloss saß 1409 Ostertag von Lustnau, der dieses mit Gütern und Gülten für 1700 fl. an Hans Truchseß von Höfingen verkaufte. Dieser übergab es am 6. Juli 1458 an Württemberg zum Lehen, veräußerte es aber bereits wieder 1460 an Konrad von Fürst. Später kam das adelige Gut an die Herren von Diemar, denen es Württemberg 1744 für 20.435 fl. abkaufte. Eines der Pfäffinger Schlösser brannte am 10. September 1598 ab.

## Lage
Beim 1811 als Meiereigebäude erbauten Rathaus lag der Schlosshof des früheren Oberen Schlosses. Der Schlossgarten, umgeben von einer Mauer des 18. Jahrhunderts, liegt zwischen Dorf- und Michael- und Eberhardstraße. Das Gelände wurde 1864 bis 1885 überbaut, wobei die Mauer abgebrochen wurde. Mauerreste gibt es noch in der Michaelstraße.
An der jetzigen Dorfstraße stand wohl das sogenannte Mittelschloss (Anwesen Gässle 6 und Dorfstraße 14). Etwas abseits der Langen Gasse steht an der Stelle des 1699 abgerissenen baufälligen Unteren Schlosses die 1704 erbaute Zehntscheuer, die heute das Feuerwehrhaus der Freiwilligen Feuerwehr und die Räume des Jugendclubs enthält.